# T. J. Jemison

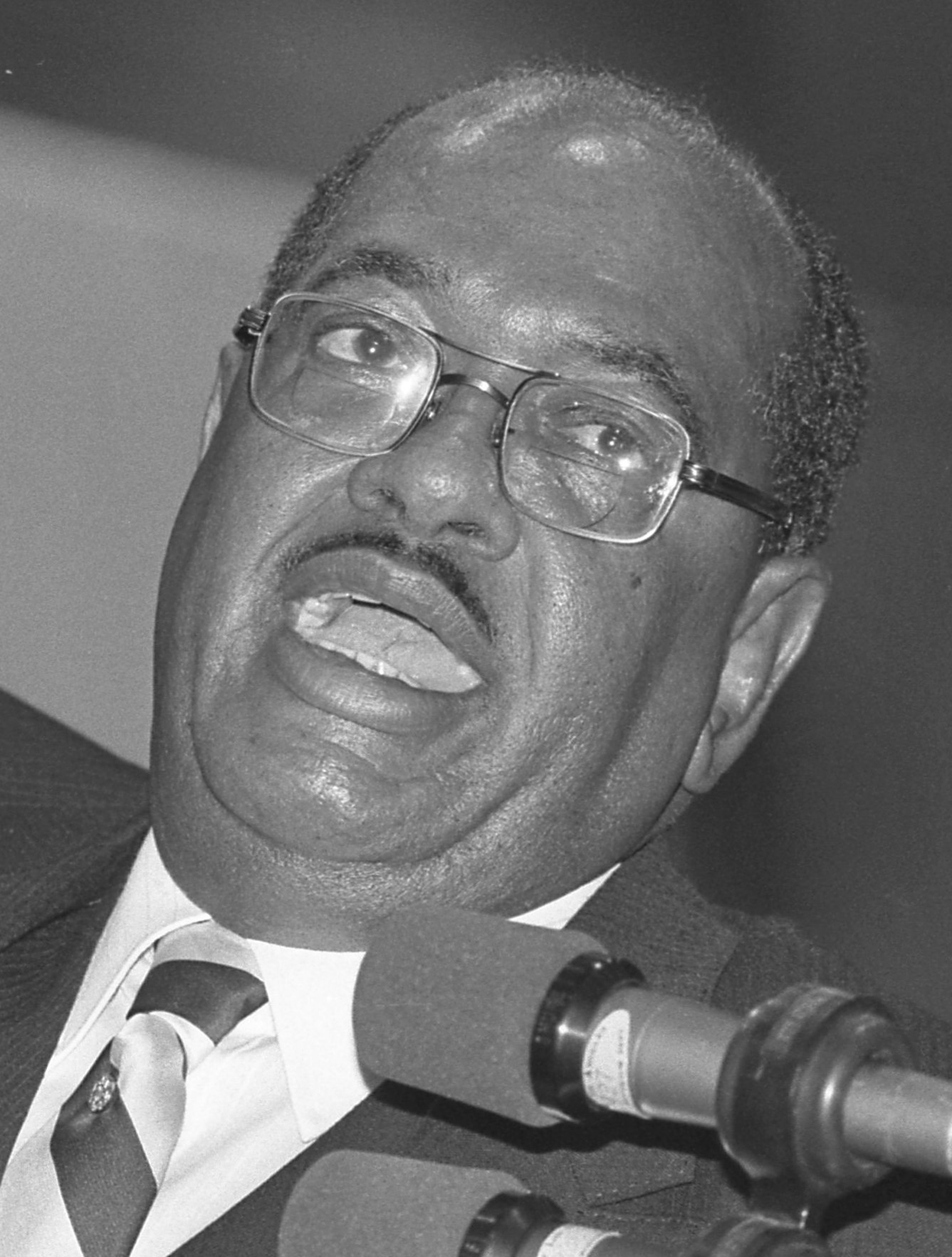
T. J. Jemison (1983)

Theodore Judson Jemison (* 1. August 1918 in Selma; † 15. November 2013 in Baton Rouge) war ein US-amerikanischer baptistischer Geistlicher und Bürgerrechtler.

## Leben
Jemison war der Sohn des Geistlichen David V. Jemison, der von 1940 bis 1953 als Vorsitzender der National Baptist Convention (NBC) diente, und dessen Frau Henrietta Jemison. Er studierte und erhielt einen Bachelor of Science am Alabama State College und einen Master of Divinity von der Virginia Union University. Nach seinem Studium wurde er 1945 Pastor der Mount Zion Baptist Church in Staughton. Vier Jahre später wurde er Pastor der Mount Zion First Baptist Church in Baton Rouge.
Jemison engagierte sich als Pastor für die Bürgerrechtsbewegung. Schon in Staughton organisierte er einen Ortszweig der National Association for the Advancement of Colored People (NAACP), Aufsehen erregte sein Aktivismus jedoch erst in Baton Rouge. Dort war es wie in vielen Städten in den Südstaaten so, dass schwarze Passagiere im Bus stehen mussten, wenn nur noch für Weiße reservierte Plätze verfügbar waren. Er und andere Anführer der lokalen afroamerikanischen Bevölkerung überzeugten 1953 den Stadtrat, schwarze Buspassagiere den Bus von hinten auffüllen zu lassen – zu Unmute des Attorney Generals von Louisiana Fred LeBlanc, der die Entscheidung des Stadtrates auf Grundlage der bundesstaatlichen Jim-Crow-Gesetze wieder aufhob. Jemison führte daraufhin einen acht Tage währenden Busboykott an, der zu einer Kompromisslösung führte: Die ersten beiden Reihen im Bus sollten Weißen vorbehalten werden, die letzte Schwarzen. Dazwischen konnte jeder frei entscheiden, wo er sich hinsetzen wollte. Jemison konnte erst vor Gericht die endgültige Abschaffung der Rassentrennung auf den Bussen Baton Rouges durchsetzen. Dieser von Jemison organisierte Protest war ein Vorläufer des Busboykotts von Montgomery, einem der bekanntesten Protestaktionen der Bürgerrechtsbewegung. Jemison war eines der Gründungsmitglieder der Southern Christian Leadership Conference (SCLC), die angeführt von Martin Luther King eine der treibenden Kräfte hinter der Bürgerrechtsbewegung wurde.
Ab den späten 1950ern fokussierte er sich mehr auf seine Arbeit für die National Baptist Convention. Als King und viele weitere linke Baptisten sich 1961 von der NBC lossagten und mit der Progressive National Baptist Convention ihre eigene Organisation gründeten, blieb Jemison der Organisation seines Vaters treu. Diese Entscheidung schadete seinem Verhältnis zu King und anderen Bürgerrechtlern, so dass er sich größtenteils aus der Bürgerrechtsbewegung zurückzog. 1982 besiegte Jemison den Konservativen Joseph H. Jackson bei der Wahl zum Vorsitz der NBC. Sein Amtsantritt signalisierte, dass die NBC sich der von King vertretenen Social Gospel wieder angenähert hatte. Oftmals vertrat er linke Positionen in der öffentlichen Debatte. So kritisierte er den Präsidenten Ronald Reagan dafür, Rassismus salonfähig zu machen, und unterstützte den progressiven Demokraten Jesse Jackson bei seinen Wahlkämpfen. Den Zweiten Golfkrieg kritisierte er als einen Krieg um die Kontrolle des Erdöls. Kontrovers war seine Verteidigung des Wrestlers Mike Tyson, dem die Vergewaltigung Desiree Washingtons, einer 18-jährigen Miss-Black-America-Kandidatin, vorgeworfen wurde. Tyson wurde später zu einer mehrjährigen Haftstrafe verurteilt. Während seiner Amtszeit wurde das World Baptist Center in Nashville errichtet. Jemison blieb bis 1994 Vorsitzender der NBC, als eine Amtszeitbeschränkung seine Wiederwahl verhinderte.
Jemison verstarb 2013.